# Quasiendothyra
Quasiendothyra es un género de foraminífero bentónico de la subfamilia Endothyrinae, de la familia Endothyridae, de la superfamilia Endothyroidea, del suborden Fusulinina y del orden Fusulinida. Su especie tipo es Endothyra omphalota. Su rango cronoestratigráfico abarca desde el Fameniense (Devónico superior) hasta el Tournaisiense (Carbonífero inferior).

## Discusión
Clasificaciones más recientes incluyen Quasiendothyra en el suborden Endothyrina, del orden Endothyrida, de la subclase Fusulinana de la clase Fusulinata.

## Clasificación
Se han descrito numerosas especies de Quasiendothyra. Entre las especies más interesantes o más conocidas destacan:
- Quasiendothyra eokobeitusana †
- Quasiendothyra kobeitusana †
- Quasiendothyra radiosa †

Un listado completo de las especies descritas en el género Quasiendothyra puede verse en el siguiente anexo.
En Quasiendothyra se han considerado los siguientes subgéneros:
- Quasiendothyra (Eoendothyra), aceptado como género Eoendothyra
- Quasiendothyra (Eoquasiendothyra), aceptado como género Eoquasiendothyra
- Quasiendothyra (Klubovella), aceptado como género Klubovella
- Quasiendothyra (Rectoquasiendothyra), aceptado como género Rectoquasiendothyra